# Gęsiówka kaukaska

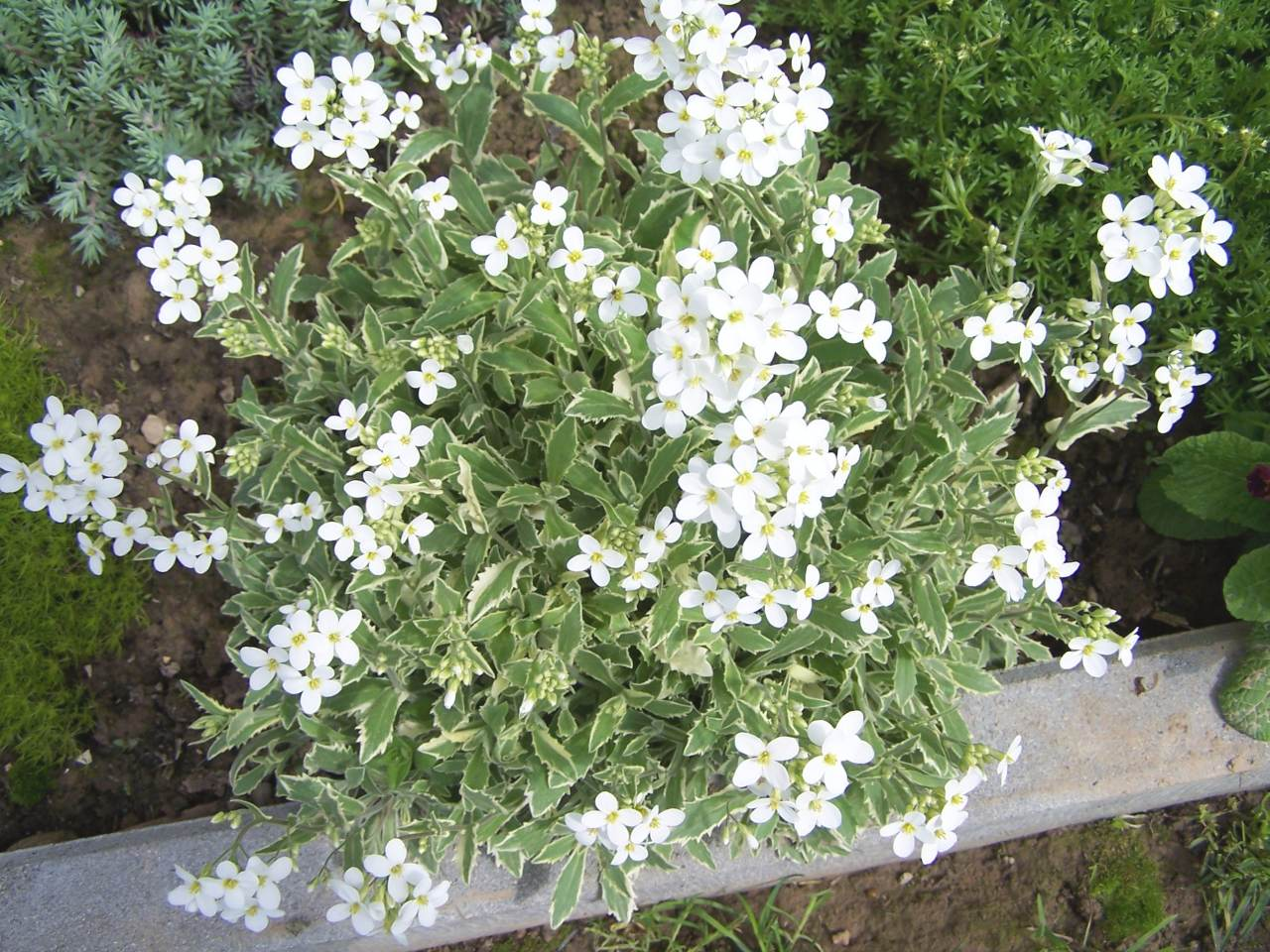
'Variegata', kwitnący okaz

Gęsiówka kaukaska (Arabis caucasica Willd) – gatunek byliny należący do rodziny kapustowatych. Według nowszych ujęć taksonomicznych jest to podgatunek gęsiówki alpejskiej (Arabis alpina L. subsp. caucasica (Willd.) Briq.).

## Rozmieszczenie geograficzne
Rośnie dziko w Afryce Północnej (Algieria, Maroko), w Europie Południowej nad Morzem Śródziemnym, na Krymie, Kaukazie, w Azji Zachodniej i Środkowej, rozprzestrzenia się też gdzieniegdzie poza tymi rejonami swojego rodzimego występowania. W Polsce głównie uprawiana jako roślina ozdobna, czasami (bardzo rzadko) dziczeje (efemerofit).

## Morfologia
PokrójPoduszkowaty, osiąga wysokość do 20 cm.
LiścieOdwrotnie jajowate o gruboząbkowanych brzegach, owłosione. Są zimozielone.
KwiatyPromieniste, 4-krotne, białe lub biało-różowe (w zależności od odmiany).

## Zastosowanie
Roślina ozdobna – szczególnie nadająca się do ogrodów skalnych i jako roślina zadarniająca. Dzięki swoim jasnozielonym i białoobrzeżonym liściom doskonale komponuje się z innymi roślinami. Jest jedną z 5 podstawowych ogrodowych bylin wiosennych (pozostałe to ubiorek wiecznie zielony, floks szydlasty, smagliczka skalna i żagwin ogrodowy).

## Uprawa
Rozmnażanie wiosną z nasion, a po przekwitnięciu przez podział lub sadzonki pędowe. Po przekwitnięciu zaleca się ścinanie kwiatostanów. Sadzonki łatwo się korzenią. Roślina wytrzymała na mróz. Wymaga stanowisk słonecznych, gleb przepuszczalnych, niezbyt żyznych i nie za suchych.

## Odmiany
- 'Plena' – odmiana pełnokwiatowa. Ma liście szarofilcowe, długi okres kwitnienia, kwiaty białe, wys. 20 cm. Czasami zakwita już w marcu i kwitnie dłużej od formy typowej.
- 'Variegata' – wys. 10 cm, liście jasnozielone o kremowo-białych brzegach, kwiaty białe.